# Radłów (województwo opolskie)
Radłów (dodatkowa nazwa w j. niem. Radlau) – wieś w Polsce, położona w województwie opolskim, w powiecie oleskim, w gminie Radłów, której jest siedzibą. 
W latach 1975–1998 wieś należała administracyjnie do województwa częstochowskiego.
Historycznie leży na Górnym Śląsku.
W Radłowie działa m.in. jednostka OSP.

## Nazwa
Nazwa miejscowości wywodzi się od staropolskiej nazwy radła oznaczającej po polsku wczesną konstrukcję narzędzia rolniczego pługa. Niemiecki nauczyciel Heinrich Adamy swoim dziele o nazwach miejscowych na Śląsku wydanym w 1888 roku we Wrocławiu wymienia jako pierwotną zanotowaną nazwę miejscowości Radłow podając jej znaczenie "Pflugerdorf" - "Wieś oraczy pługiem". Wiąże się ona z rolniczym charakterem miejscowości. Nazwa wsi została później fonetycznie zgermanizowana na Radlau i utraciła pierwotne znaczenie.
W alfabetycznym spisie miejscowości z terenu Śląska wydanym w 1830 roku we Wrocławiu przez Johanna Knie miejscowość występuje pod obecnie używaną polską nazwą Radłow oraz niemiecką - Radlau. Ze względu na polskie pochodzenie nazwy 27 kwietnia 1936 r. w miejsce tej nazwy administracja III Rzeszy wprowadziła nową, całkowicie niemiecką nazwę Radelsdorf. 9 grudnia 1947 r. nadano miejscowości polską nazwę Radłów. W herbie miejscowości zostało uwidoczniony wizerunek radła wzięty z nazwy.

## Integralne części wsi
| SIMC    | Nazwa    | Rodzaj     |
| ------- | -------- | ---------- |
| 0144390 | Kołpnica | część wsi  |
| 0144408 | Świerkle | przysiółek |

## Demografia
W 1925 r. w miejscowości mieszkało 546 osób, a w 1933 r. 666 osób.

## Historia
Do głosowania podczas plebiscytu uprawnione były w Radłowie 382 osoby, z czego 296, ok. 77,5%, stanowili mieszkańcy (w tym 296, ok. 77,5% całości, mieszkańcy urodzeni w miejscowości). Oddano 371 głosów (ok. 97,1% uprawnionych), w tym 369 (ok. 99,5%) ważnych; za Polską głosowały 222 osoby (ok. 59,8%), a za Niemcami 147 osób (ok. 39,6%).
1 kwietnia 1939 r. Radłów włączono do Sternalic.